# Лиенц (округ)
Лиенц (нем. Bezirk Lienz) — округ в Австрии. Центр округа — город Лиенц. Округ входит в федеральную землю Тироль. Занимает площадь 2.019,87 кв. км. Плотность населения 25 человек/кв.км.

## Города и общины
1. Абфальтерсбах (616)
2. Айнет (1018)
3. Амлах (324)
4. Анрас (1337)
5. Аслинг (2084)
6. Ауссерфильгратен (977)
7. Дёльзах (2189)
8. Гаймберг (767)
9. Хайнфельс (997)
10. Хопфгартен-ин-Деферегген (839)
11. Иннерфильгратен (984)
12. Изельсберг-Штронах (570)
13. Кальс-ам-Гросглокнер (1338)
14. Картич (897)
15. Лафант (280)
16. Лайзах (881)
17. Лиенц (12079)
18. Матрай (4903)
19. Никольсдорф (863)
20. Нусдорф-Дебант (3097)
21. Оберлиенц (1438)
22. Обертиллиах (796)
23. Прегратен-ам-Гросфенедигер (1274)
24. Санкт-Якоб-ин-Деферегген (1009)
25. Санкт-Йохан-им-Вальде (2064)
26. Санкт-Файт-ин-Деферегген (791)
27. Шлайтен (498)
28. Зиллиан (2082)
29. Штрассен (894)
30. Турн (634)
31. Тристах (1243)
32. Унтертиллиах (279)
33. Фирген (2128)